# Blækstift
Blækstift er en blyant eller skrivestift med en kerne af presset blækpulver eller grafit med blækfarve.
Det skrevne kan ikke bortviskes. Skrift skrevet med en blækstift, kan kopieres i en kopipresse. Man lægger et tyndt, fugtigt ark papir over og lægger begge ark i kopipressen natten over. Blækket opløses lidt af vandet og trænger ind i det tynde, fugtige ark.
Man får en spejlvendt kopi, der derfor læses fra bagsiden af det tynde ark. Blækstiften kaldes derfor også en kopistift.
Blækstiften blev udviklet i starten af 1800-tallet.

## Ekstern henvisning og kilde
- wiseGEEK, indelible pencil (engelsk)